# Conyza procumbens
Conyza procumbens là một loài thực vật có hoa trong họ Cúc. Loài này được Balb. mô tả khoa học đầu tiên năm 1804.